# Anne de Navarre
Anne de Navarre (19 mai 1492 - 15 août 1532), est l'héritière du trône de Navarre de 1492 à 1496 et de 1496 à 1501. Elle est régente de Navarre pour son frère Henri II de Navarre à plusieurs reprises entre 1517 et 1532.

## Biographie
Elle est la fille de Jean III de Navarre et de la reine Catherine de Navarre, et la sœur d'Henri II de Navarre.
Elle est l'héritière du trône de Navarre depuis sa naissance en 1492 jusqu'à la naissance de son premier frère survivant en 1501. Cela fait d'elle l'enjeu de négociations matrimoniales, en particulier de Ferdinand II d'Aragon et d'Isabelle Ire de Castille, qui veulent de 1494 à 1496 la marier à leur fils et héritier Jean, prince des Asturies : en 1495, il est convenu qu'Anne aurait besoin du consentement de Ferdinand et Isabelle pour se marier. Les projets de mariage avec Jean sont interrompus en 1496, lorsque son premier frère, Jean, naît et qu'elle cesse d'être l'héritière du trône ; et bien que son frère meurt peu de temps après, la rétablissant dans sa position, Jean se marie entre-temps à Marguerite d'Autriche.
Après cela, une alliance est suggérée avec Gaston de Foix, duc de Nemours, fils de Jean de Foix, vicomte de Narbonne, afin d'unir les deux branches royales navarraises, mais le mariage n'a pas lieu car Ferdinand et Isabelle ne donnent pas leur consentement. En 1500, Anne, à ce moment encore héritière du trône, est promise au petit-fils de Ferdinand et d'Isabelle. Le mariage ne se concrétise pas puisque dès 1512, la Navarre est conquise par l'Aragon et il n'est plus nécessaire pour Ferdinand d'Aragon d'annexer la Navarre par une alliance matrimoniale. En raison du traité de 1495, il est difficile pour Anne de se marier et elle reste célibataire.
Après l'invasion de la Navarre en 1512, Anne vit avec ses parents en Béarn. Le 12 février 1517, son frère Henri accède au trône. Comme il a treize ans et est donc mineur, Anne, âgée de vingt-cinq ans, exerce la régence jusqu'à son quinzième anniversaire en avril 1518. Puisqu'il passe la plupart de son temps à la cour de France pendant son règne, Anne gouverne la Navarre en son absence plusieurs fois entre 1517 et sa mort en 1532.
Elle est entre temps fiancée à un jeune cousin, Charles de Foix, comte d'Astarac, mort en 1528 au siège de Naples (oú meurt également son frère Charles de Navarre), puis mariée brièvement au frère de celui-ci, Jean de Foix, comte d'Astarac, mort lui aussi en 1532.
Anne a été ainsi décrite :
« Elle était affligée d'une santé misérable, maigre, bossue et d'une taille ridiculement petite. Cependant, c'était une femme intelligente qui a vaillamment assumé le poids de l'administration lors des visites prolongées de son frère à la cour française. »